# Sirjan
Sīrjān (farsi سيرجان) è una città dello shahrestān di Sirjan, circoscrizione Centrale, nella provincia di Kerman. Aveva, nel 2006, una popolazione di 167.014 abitanti. Si trova tra la parte meridionale dei monti Zagros e il massiccio Hazaran. È un centro di produzione di pistacchi ed è famosa per i suoi tappeti.